# Séparation (contrôle aérien)
Pour les articles homonymes, voir Séparation.

Exemple de séparation verticale (1000 ft) et horizontale (5 NM)

En aéronautique, la séparation ou  l'espacement est un des moyens utilisés par les services de la circulation aérienne pour assurer le service de contrôle. Il consiste à ménager entre deux aéronefs une distance verticale ou horizontale permettant de garantir la sécurité. C'est un moyen utilisé par le contrôle aérien pour réduire le risque de collisions et les accidents dus aux turbulences de sillage. En cas de perte de séparation on parle de conflit.
Dans la nouvelle réglementation de la circulation aérienne à la suite de l'arrêté du 3 mars 2006 relatif aux règles de l'air et aux services de la Circulation Aérienne, le terme « espacement » est remplacé par « séparation ».

## Application de l'espacement
L'espacement n'est assuré qu'entre certains trafics, suivant la classe de l'espace aérien considéré. Dans la circulation d'aérodrome, l'espacement est toujours assuré sur la piste, quelle que soit la classe d'espace aérien autour de l'aérodrome considéré.
Les normes d'espacement applicables dépendent de l'organisme, de ses moyens techniques, de la configuration de l'espace, et des études ayant été menées dans ses espaces.
Lorsque le type ou le minimum d’espacement utilisé pour assurer l’espacement entre deux aéronefs ne peut pas être maintenu, des mesures doivent être prises afin de s’assurer qu’un autre type ou un autre minimum d’espacement existe ou est établi avant le moment où l’espacement utilisé antérieurement deviendrait insuffisant.

## Types d'espacements
Les aéronefs peuvent être espacés verticalement ou horizontalement.

### Espacement vertical
L'espacement vertical le plus courant est de mille pieds (environ 300 m). Cet espacement est assuré grâce à l'altimètre des aéronefs, qui a une grande précision (l'erreur maximale est de l'ordre de 300 pieds, ou 100 m). Cependant, la précision des altimètres diminue avec l'altitude, donc au-dessus d'une certaine altitude, la norme d'espacement passe en général à 2000 pieds.

### Espacement horizontal
L'espacement horizontal est plus varié. Les moyens utilisés pour obtenir la position des aéronefs varient suivant les espaces. 
Quand cette position est obtenue au moyen du radar, l'espacement à assurer est appelé norme radar, et dépend de la précision des moyens radar. Les normes les plus courantes sont 8, 5 et 3 milles nautiques (respectivement environ 13, 8 et 5 km).
En l'absence de radar, l'espacement est assuré grâce à une séparation stratégique. Une étude est menée au préalable, définissant que telle trajectoire est réputée séparée de telle autre. Dans ce cas, deux aéronefs suivant ces trajectoires sont séparés. Si deux trajectoires ont une partie qui n'est pas séparée alors que le reste est séparé, un critère est défini pour savoir à quel moment ces trajectoires sont séparées.

## Dans la pratique
Assurer l'espacement entre deux aéronefs revient à s'assurer qu'il existera toujours une séparation (stratégique, radar, vertical...) entre ces deux aéronefs. Si deux aéronefs volant à la même altitude ont une trajectoire convergente, on peut avoir un espacement horizontal à un moment donné, mais la séparation va se réduire, et finalement l'espacement n'existera plus. Il faut alors assurer un autre type d'espacement, par exemple un espacement vertical, pendant l'intervalle où la séparation sera insuffisante. Une fois les aéronefs croisés et l'espacement horizontal rétabli, les aéronefs pourront à nouveau voler à la même altitude.